# MDK (сообщество)
MDK, также МДК (до 2012 — Для Мудаков) —  крупное сообщество «ВКонтакте» с числом подписчиков более 12 млн человек (на 21 мая 2023 года), породившее одноимённую субкультуру. К маю 2016 года MDK выросло в сеть пабликов с суммарной ежемесячной аудиторией около 20 млн человек.
Большая часть записей в группе — смешные картинки, интернет-мемы и демотиваторы на злободневные темы. Контент создают как пользователи, так и администрация сообщества. Сообщество содержит рискованный юмор и язык вражды и неоднократно обвинялось в экстремизме и ксенофобии.

## История
Сообщество было основано в апреле 2011 года Роберто Панчвидзе и Дмитрием Аладышевым под названием «Мудакоф». Роберто Панчвидзе является официальным лицом сообщества, он начал вести паблики в 18 лет, учась в Москве на психологическом факультете РГГУ.
В январе 2013 года MDK запустило фирменное приложение для iOS. В день выхода приложение сразу стало вторым по популярности бесплатных приложений в App Store, уступая лишь игре Shark Dash. На тот момент сообщество MDK насчитывало более 1,6 миллиона подписчиков.
В феврале 2013 Николай Кононов взял интервью у анонимных создателей MDK, раскрывших данные по аудитории (около 500 тысяч посетителей в день) и выручки сети пабликов (1,5-2 миллиона рублей в месяц).
В июле 2013 года один из основателей MDK деанонимизировался и дал интервью Hopes&Fears, из которого стало известно, что у MDK есть около десяти пабликов, над которыми работают от 20 до 30 сотрудников. По словам Роберто Панчвидзе, у MDK 12 млн уникальных посетителей в месяц. Павел Дуров отреагировал на публикацию и назвал её «джинсой».
28 июня 2013 года модераторы «ВКонтакте» впервые временно заблокировали паблик MDK, насчитывавший почти три миллиона подписчиков. Формальной причиной стала подмена содержимого в рекламируемой группе — по той же причине до MDK блокировали многие крупные сообщества. Соцсеть признала, что MDK не виновата в произошедшем, но обвинила сообщество в отсутствии мониторинга рекламируемых групп.
В июле 2013 года социальная сеть «Одноклассники» пригласила Панчвидзе создать в соцсети сообщество, аналогичное MDK во «ВКонтакте», но «добрее». Также MDK отвечало за создание и ведение автомобильного сообщества Fixter и сообщества «Игротека». Выходом в «Одноклассники» MDK планировало снизить зависимость от «ВКонтакте». Однако уже в августе того же года MDK разорвало сотрудничество с «Одноклассниками», обвинив последних в неисполнении предварительных договорённостей по выплатам за показ видео-рекламы, а также в использовании без разрешения контента в собственных аналогичных сообществах — «Аварии» и «Игры Mail.Ru». На тот момент ежемесячная аудитория MDK оценивалась в 12 миллионов человек.
В октябре и ноябре 2013 года MDK оказывался в центре скандалов, вызванных публикациями о взрыве автобуса в Волгограде и падении самолёта в Казани. 
В декабре 2013 года Роспатент одобрил заявку MDK на регистрацию товарного знака. Благодаря этому сообщество планировало эффективнее бороться с сообществами и компаниями, использующими их имя, а также начать с 2014 года выпускать фирменные сувениры и одежду с символикой MDK.
С 27 октября 2015 года сообщество MDK заблокировано на территории России по решению суда, но вскоре перезапустилось по новому адресу — соцсеть «ВКонтакте» перенесла 7,5 млн подписчиков в новый паблик. 
К маю 2016 года сеть развлекательных пабликов внутри «ВКонтакте», входящих в MDK, превышала 20 миллионов подписчиков. Среди групп с аудиторией свыше миллиона человек, кроме самого MDK, были «Орлёнок», «ИБД», «Бумажный самолётик» и «Катавасия». На конец 2016 года в команде креативного агентства, выросшего вокруг MDK и сети пабликов, по данным самой компании, работало около 30 человек.
Исследовательская компания «Медиалогия» в апреле 2017 года проанализировала аудиторию самых популярных сообществ во «ВКонтакте» и определила, что сообщество MDK лидирует по количеству просмотров одного поста — в среднем 970,7 тысяч просмотров.
В октябре 2017 года группа MDK объявила о планах выйти на ICO (первичное размещение токенов) и привлечь до 10 миллионов долларов на развитие платформы для пользовательского контента. Планируется выпустить 1 млрд токенов MDK на базе Ethereum. 50 % уйдут в открытую продажу, 25 % потратят на вознаграждение пользователей, 20 % отойдут команде и ещё 5 % пойдут в резерв. Реализация токенов намечена в два этапа: в ноябре 2017 и в начале 2018 года.

### Региональные сообщества
В 2021 году была создана региональная сеть пабликов MDK. По словам Роберто Панчвидзе, за решением стояли коммерческие соображения с учетом роста спроса на региональный контент.
Главным редактором сети сообществ является Александр Кошкин.
По состоянию на сентябрь 2022 года функционируют следующие сообщества:
- MDK Санкт-Петербург
- MDK Краснодар
- MDK Кемерово
- MDK Новосибирск
- MDK Башкирия
- MDK Ростов-на-Дону
- MDK Татарстан
- MDK Челябинск
- MDK Крым
- MDK Нижний Новгород
- MDK Воронеж
- MDK Красноярск
- MDK Кавказ

## Скандалы
В октябре 2013 года паблик разместил мем о подрыве автобуса в Волгограде, которая также вызвала волну негодования. Депутат от «Единой России» Михаил Маркелов с трибуны Государственной Думы потребовал привлечь к ответственности Павла Дурова. Павел Дуров написал официальный ответ-опровержение депутату, а администраторы группы 7 ноября объявили о подаче на Маркелова в суд с требованием взыскать 14 тысяч рублей в счёт убытков, «причинённых организации в результате распространения сведений, порочащих её деловую репутацию» и принести извинения в крупнейших СМИ.
17 ноября 2013 года после крушения самолёта в Казани, унёсшего жизни 50 человек, от имени сообщества появилось сообщение, что из-за отсутствия онлайн-трансляции трагедии «стынет попкорн». Данный пост вызвал возмущение как у парламентариев (депутат Госдумы Валерий Трапезников предложил отправить «моральных уродов» на общественные работы), так и у рядовых жителей Казани и интернет-пользователей.
16 июня 2015 года на смерть певицы Жанны Фриске в сообществе была размещена фотография, подписанная изменённой цитатой из её песни: в рифме «Я ни разу не была в Малинках» было использовано слово «Могилка». На сайте Change.org появилась петиция с требованием возбудить уголовное или административное дело против администрации паблика. В ответ на последовавшие жалобы рекламодателей 19 июня администрация соцсети удалила фотографию в сообществе и отключила MDK от биржи рекламы, лишив паблик основного источника заработка. Письма в Генпрокуратуру и Роскомнадзор с требованием найти управу на группу MDK направили несколько депутатов Госдумы РФ, в том числе Мария Кожевникова, Иосиф Кобзон и первый зампред комитета Госдумы по делам общественных объединений и религиозных организаций Михаил Маркелов. Также Кобзон заявил, что ему хочется вызвать на поединок и «набить рожу» администратору сообщества

### Блокировка на территории России
27 октября 2015 года Смольнинский районный суд Санкт-Петербурга постановил прекратить деятельность MDK по требованию прокуратуры, заявившей о размещении на странице материалов, «оскорбляющих чувства верующих, унижающие различные группы людей по признакам религиозной и национальной принадлежности». Решение суда было оспорено владельцами сообщества, однако 16 февраля 2016 года Санкт-Петербургский городской суд оставил его в силе. Сообщество было заблокировано для пользователей из России 21 мая 2016 года, но вскоре после этого группа перенесла своих подписчиков в своё новое сообщество с таким же названием.

## Оценки и медиавлияние
Шутки MDK неоднократно вызывали недовольство общественности и депутатов Государственной думы. Некоторые скандалы, как в случае с Жанной Фриске, приводили к созданию петиций на сервисе Change.org, призывающих руководство «ВКонтакте» закрыть группу «по причине установления обстановки национальной напряжённости в России», обращая внимание, что «основной аудиторией группы являются школьники».
Эксперты из Российского государственного педагогического университета им. А. И. Герцена, в заключении для прокуратуры Петербурга заключали, что в паблике MDK представлена информация, имеющая признаки «оскорбления различных групп людей по признакам религиозной и национальной принадлежности, публичного осквернения религиозной и богослужебной литературы, предметов религиозного почитания, знаков и эмблем мировоззренческой символики и атрибутики». Также эксперты пришли к выводу, что материалы наносят вред психическому здоровью детей, подростков, молодёжи.
По охвату аудитории MDK превосходит большинство интернет-изданий, что вызывает интерес к паблику у рекламодателей. Рекламу в MDK размещали такие крупные компании и бренды, как KFC, Durex, Axe Effect. В августе 2013 года во время московской предвыборной кампании фото политика Алексея Навального появилось на аватаре MDK.
Креативное агентство MDK с 2017 года занимается продвижением в соцсетях компании Burger King. Одним из проектов агентства стала запущенная в апреле 2017 года игра «Пиксели», в которой за несколько дней приняли участие 132 тысячи человек.

## Собственники и руководство
Сеть пабликов MDK принадлежит компаниям «Гермес» и «Сарафанка». Владельцем торгового знака MDK является ООО «Сарафанка», принадлежащая на паритетных началах Дмитрию Аладышеву и Владиславу Ивашову. Основным владельцем пабликов издание «Фонтанка.ру» называло ООО «Гермес», которым владеют Панчвидзе и Аладышев. По данным «Ленты.ру», «Гермес» размещает рекламу в MDK по соглашению с «Сарафанка».